# 密贵周
密貴周（？—395年），五胡十六国西秦乞伏归时左辅，姓密貴。
密贵周出自陇西鲜卑密贵部，一说羌族，原居于襄武（今甘肃省陇西县附近）六泉。

## 人物生平
乞伏国仁率骑兵三万在六泉袭击鲜卑大人密贵、裕苟、提伦等三部。三部震惧，率众归降。乞伏国仁任命密贵建义将军、六泉侯，裕苟建忠将军、兰泉侯，提伦建节将军、鸣泉侯。395年七月，后凉吕光率十万大军攻西秦，密贵周与左卫将军莫者羖羝劝乞伏乾归向吕光称藩，以子乞伏敕勃作为质子，后凉军退。乞伏乾归后悔，杀死密贵周与莫者羖羝。